# Feenbrot

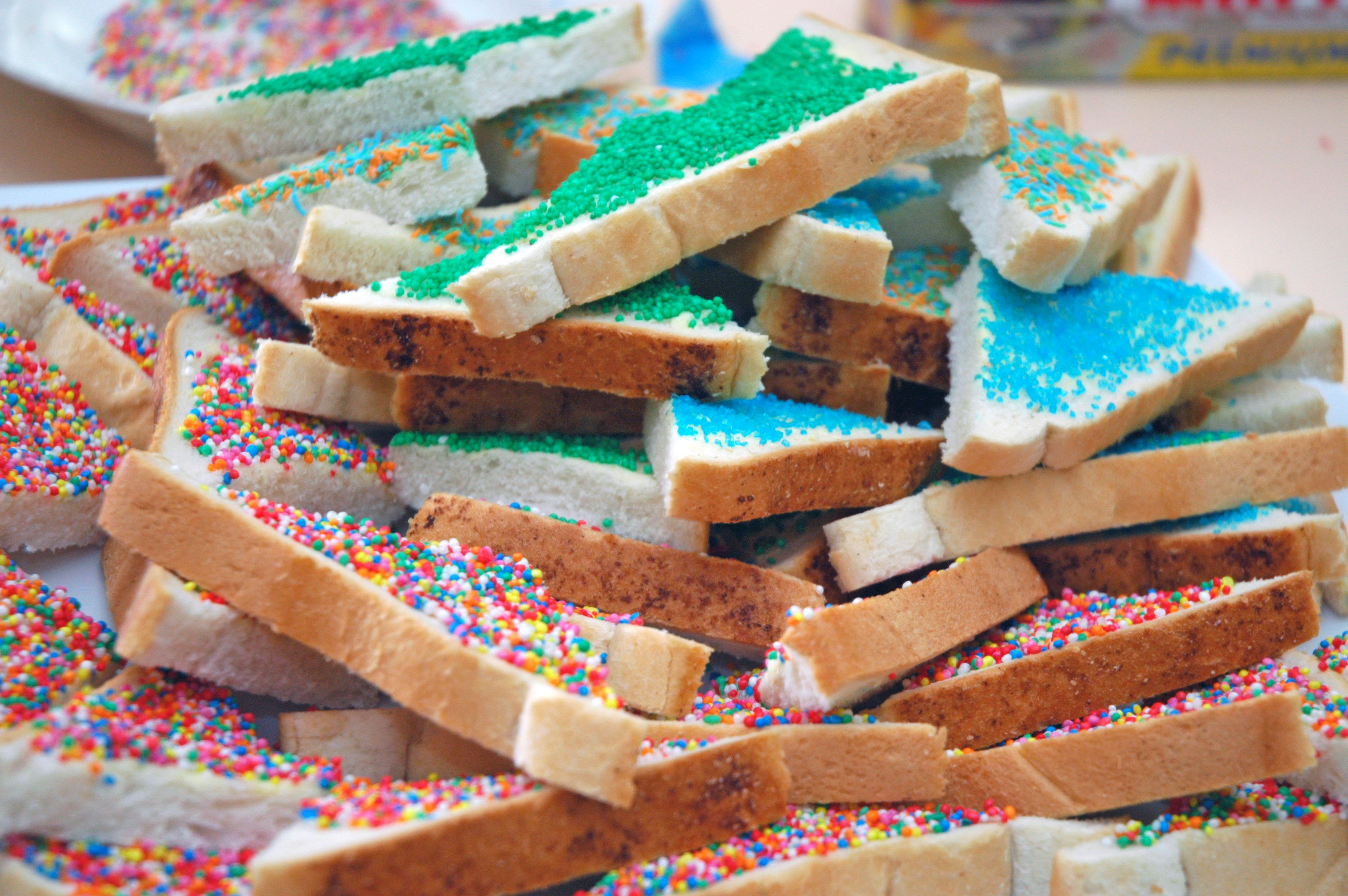
Feenbrot, hier mit Liebesperlen in verschiedenen Farben

Feenbrot (auch Feen-Brot, Märchenbrot, englisch fairy bread) ist Weißbrot oder Toastbrot mit Butter oder Margarine und bunten Liebesperlen oder Hagelslag. Meist wird es in dreieckige Stücke halbiert.
Feenbrot wird auf Kindergeburtstagen oder anderen Veranstaltungen für Kinder serviert und ist vor allem in Australien und Neuseeland weit verbreitet.
Der englische Begriff Fairy Bread könnte aus dem gleichnamigen Gedicht des schottischen Schriftstellers Robert Louis Stevenson stammen.